# Sylvain Bataille
Sylvain Jean-Luc Bataille SJMV (ur. 22 lipca 1964 w Soissons) – francuski duchowny katolicki, biskup Saint-Étienne od 2016.

## Życiorys
Święcenia kapłańskie otrzymał 11 marca 1989 i został inkardynowany do diecezji Beauvais. W 1990 wstąpił do Stowarzyszenia Świętego Jana Marii Vianneya. Przez dziesięć lat pracował duszpastersko na terenie diecezji. W 2000 został wychowawcą seminarium w Ars-sur-Formans, a trzy lata później objął funkcję jego rektora. W latach 2009–2014 przebywał w Rzymie w charakterze rektora Papieskiego Kolegium Francuskiego. Po powrocie do kraju krótko pracował jako proboszcz, a w 2015 został powołany na stanowisko wikariusza generalnego diecezji. W 2016 został też generalnym moderatorem Stowarzyszenia Świętego Jana Marii Vianneya.
18 maja 2016 papież Franciszek mianował go ordynariuszem diecezji Saint-Étienne. Sakry udzielił mu 3 lipca 2016 kardynał Philippe Barbarin.